# روسا ماریا اندرس رودریگز
 روسا ماریا اندرس رودریگز (انگلیسی: Rosa María Andrés Rodríguez؛ زاده ۲۹ مهٔ ۱۹۷۷) یک تنیس‌باز اهل اسپانیا است.